# Регент (Дом Дракона)
«Регент» (англ. The Regent) — пятый эпизод второго сезона фэнтезийного драматического телесериала «Дом Дракона». Сценарий к эпизоду написала Тай Миккель, а его режиссёром стала Клэр Килнер. Премьера эпизода состоялась на HBO и Max 14 июля 2024 года.
Эпизод получил в основном положительные отзывы, причём критики похвалили режиссуру, сценарий, развитие персонажей, игру актёров (в том числе Оливии Кук, Эммы Д’Арси, Мэтта Смита и Юэна Митчелла), сцены с Деймоном в Харренхоле, сцены с простым людом в Королевской Гавани и разговор между Рейнирой и её сыном Джекейрисом в финальной сцене.

## Сюжет

### В Королевской Гавани
Кристон проносит отрубленную голову Мелеис по городу, хотя он и озадачен тем, что простой люд, почти умирающий с голоду из-за морской блокады, считает это плохим предзнаменованием и не празднует победу.
Эйгон выжил в сражении, но он находится в коме и тяжело ранен, в то время как Солнечный Огонь, как ожидается, не выживет. Кристон не рассказывает Алисенте, какую роль сыграл Эймонд в битве. Алисента выдвигает свою кандидатуру на пост регента, заявляя, что её опыт позволяет ей это делать, но вместо неё Совет избирает Эймонда, в первую очередь из-за его пола.
Эймонд приказывает закрыть городские ворота как раз в тот момент, когда массы горожан, включая кузнеца Хью Молота и его семью, пытаются бежать. Позже Хелейна разговаривает с Эймондом перед Железным Троном, спрашивая, стоило ли это того.
Алисента сидит у постели Эйгона, но уходит как раз перед тем, как он просыпается и слабо зовёт её.

### В Харренхоле и Речных Землях
Деймону снится сон о том, как он принимает участие в инцесте со своей матерью, которая называет его своим любимым сыном. Он участвует в восстановлении замка и требует, чтобы его называли «королём». Он говорит Элис, что намерен претендовать на Железный Трон вместе с Рейнирой, как только война будет выиграна.
Деймон и Уиллем Блэквуд пытаются склонить на свою сторону дом Бракенов, но те отказываются уступать даже под угрозой драконьего огня. Соответственно, Деймон приказывает Блэквудам захватить крепость Бракенов, Стоунхедж, что вынуждает Бракенов к верности. Элис говорит Деймону, что слышит страдание в ветре; он слышит похожие звуки. После того, как Блэквуды разграбили и опустошили Бракенов, демонстрируя знамёна Таргариенов, делегация Речных лордов прибывает в Харренхол и объявляет Деймона тираном.

### В Орлином Гнезде
Леди Джейн Аррен недовольна тем, что не получила взрослого дракона для защиты Долины в обмен на приют младших сыновей Рейниры. Рейна пытается разрядить ситуацию, говоря, что Джейн подарили двух молодых драконов вместо одного, и они вырастут большими. Джейн говорит, что драконам потребуется слишком много времени, чтобы вырасти. Она тоже расстроена тем, что у неё нет собственного дракона и её держат в стороне от войны.

### В Близнецах
Без согласия Рейниры Джейс встречается с лордом Форрестом Фреем и его женой, леди Сабитой, которые контролируют переправу через реку Трезубец между севером и югом. Пообещав им власть над Харренхолом, Джейс заручается их преданностью, чтобы дать возможность северным войскам двинуться на юг.

### В Дрифтмарке
Рейнира посылает Бейлу попросить Корлиса стать её Десницей. Бейла вручает ему символ. Оплакивая свою жену, Корлис сначала отказывается, хотя Бейла убеждает его согласиться. В свою очередь, он хочет сделать её своей наследницей, но она отказывается, говоря, что она Таргариен, а Дрифтмарку нужен Веларион.

### На Драконьем Камне
Рейнира признаёт, что не обучена военному делу, но отмечает, что её совет, состоящий исключительно из мужчин, не более опытен, чем она, так как во время долгого правления предыдущих королей, Джехейриса и Визериса, царил мир. По совету Мисарии, Рейнира отправляет свою служанку Элинду в Королевскую Гавань в качестве шпиона; она также отправляет члена совета сира Альфреда Брума в Харренхол для переговоров с Деймоном.
Хотя Рейнира поначалу была разочарована тем, что Джейс ослушался её, она всё же хвалит его за успех в переговорах в Близнецах. Они обсуждают, что их единственная надежда против Вхагар — это крупные драконы, Вермитор и Среброкрылая, у которых нет всадников. Джейс предполагает, что потенциальных всадников на драконах можно найти в других благородных домах, потому что Таргариены вступали в браки с ними раньше. Рейнира беспокоится, что родословная валирийцев, возможно, сильно истончилась за многие поколения, но они решают поискать генеалогические записи Драконьего Камня.

## Производство

### Сценарий
Сценарий к эпизоду написала Тай Миккель, что стало её первой сценарной работой в сериале. Название эпизода отсылает к должности регента, которую обсуждал Зелёный совет, чтобы заполнить пустое место на Железном Троне, образовавшееся из-за того, что король Эйгон Таргариен не способен править, так как он был тяжело ранен в битве у Грачиного Приюта.

### Съёмки
Режиссёром эпизода стала Клэр Килнер. Этот эпизод стал её пятой работой в качестве режиссёра сериала после эпизодов «Король Узкого моря», «Мы путь осветим», «Зелёный совет» и «Рейнира Жестокая».

### Кастинг
В эпизоде появились Мэтт Смит, Эмма Д’Арси, Оливия Кук, Стив Туссэн, Фабьен Франкель, Мэттью Нидэм, Соноя Мидзуно, Том Глинн-Карни, Юэн Митчелл, Фия Сабан, Гарри Коллетт, Бетани Антония, Фиби Кэмпбелл, Джефферсон Холл, Фредди Фокс, Гэйл Ранкин, Курт Эгьяван, Киран Бью, Эллора Торчия и Саймон Расселл Бил. Нанна Блонделл вновь появилась в небольшой роли второй жены Деймона, Лейны Веларион, появившись до этого в предыдущем эпизоде.
Также впервые появляются несколько новых членов актёрского состава, в том числе Аманда Коллин в роли леди Орлиного Гнезда и главы Дома Арренов, леди Джейн Аррен; Кеннет Коллард в роли Форреста Фрея, лорда Переправы и главы Дома Фреев; и Сара Вудворд в роли его жены, леди Сабиты Фрей. Кроме того, Эмелин Ламберт ненадолго появилась в сцене сна Деймона в роли его матери и Визериса, принцессы Алиссы Таргариен.

## Реакция

### Реакция критиков
Эпизод в основном получил положительные отзывы от критиков. На сайте Rotten Tomatoes эпизод имеет рейтинг 92% на основе 12 отзывов, со средним рейтингом 7,2/10.
Алек Бойалад из Den of Geek поставил эпизоду отличную оценку в 5 звёзд из 5 возможных, отметив, что эпизод «доказывает, что спокойные моменты в „Доме дракона“ зачастую столь же сильны, как и разрушения от рук драконов. [...] Несмотря на то, что [в нём] нет ничего такого же динамичного, как в [битве у Грачиного Приюта], это всё равно один из самых сюжетно-насыщенных и тематически последовательных часов сериала на данный момент.» Аманда Уайтинг из Vulture и Джонатан Уилсон из Ready Steady Cut дали эпизоду по 4 звезды из 5, Джеймс Хант из Screen Rant — 3,5 звезды из 5, Хелен Уитмайр из TV Fanatic — 3,15 звезды из 5, а Фэй Уотсон из GamesRadar+ — 3 из 5 звёзд. В конце своего обзора Уилсон сказал: «[Сериал] успокаивается после бурного эпизода, когда „Регент“ разбирается с последствиями битвы у Грачиного Приюта». Хант отметил: «Это была ещё одна интригующая часть [сериала], в которой было много сильной работы над персонажами». Уотсон написала: «В целом, [в этом эпизоде] есть свои моменты, но он слишком часто повторяющийся и медленный, чтобы соответствовать тем грандиозным битвам и драконьему огню, которые были у нас до сих пор».
Хелен О’Хара из IGN поставила эпизоду 8 баллов из 10, заявив: «Это ещё один эпизод „Дома дракона“, где присутствует заговоры и ожидание. […] Тем не менее, есть некоторый импульс для продвижения вперёд и ощущение, что эпизод считается с событиями». Кэйли Дрэй из The A.V. Club оценила его на «B-» и сказала: «В целом, [эпизод] получился неплохим, но несколько разочаровывающим после сцены крупного сражения прошлой недели». Прома Хосла из IndieWire поставил ему оценку «С», сказав, что в эпизоде «пахнет обязательной, но простой сервировкой стола после эпизода с главной битвой прошлой недели». Обозревая этот эпизод для «Forbes», Эрик Кейн написал в своём вердикте: «Что „Дому Дракона“ удаётся очень и очень хорошо, так это каким-то образом втиснуть это безумное количество сюжетных линий в один эпизод, без особых усилий перескакивая от одного персонажа или группы персонажей к другому. Тут многое приходится усвоить, но никогда не бывает трудно понять или следовать за этим. Это был не такой насыщенный событиями эпизод, как на прошлой неделе, но здесь произошло множество действительно важных событий, когда Зелёные и Чёрные покинули Грачиный Приют, зализывая раны и готовясь ко всему, что будет дальше».
Высокой похвалы от критиков удостоилась игра актёров, в частности игра Кук, Д’Арси, Смита и Митчелла. Джеймс Хант назвал выступление Смита «превосходным», в то время как Хейли Уитмайр Уайт охарактеризовала выступление Д’Арси как «звёздное», добавив: «Она в очередной раз доказала, что может безупречно передать широкий спектр эмоций и концепций. В течение часа она изобразила горе, гнев, фрустрацию и милость». Фэй Уотсон похвалила Кук за то, что она мастерски справилась с разочарованием, отчаянием и яростью своего персонажа, в то время как Эрик Кейн высоко оценил присутствие, которое Митчелл привнёс в роль Эймонда.
Некоторые критики выделили финальную сцену, параллель между Рейнирой и Алисентой в борьбе за сохранение своего голоса на своих малых советах, сцены с простыми людьми в Королевской Гавани и развитие персонажей Эймонда и Джекейриса в качестве ярких моментов эпизода. Другие аспекты, которые высоко оценили критики, включали режиссуру Килнер, сценарий Миккель, сложный грим и спецэффекты, а также сцены в Харренхоле, которые один из обозревателей назвал выдающейся сюжетной линией. Однако ограниченное экранное время у Корлиса, чтобы изобразить своё горе из-за потери Рейнис, вызвало критику.